# Lockheed YF-22
Lockheed/Boeing/General Dynamics YF-22 là một mẫu thử máy bay tiêm kích hai động cơ, được thiết kế cho Không quân Hoa Kỳ (USAF).

## Tính năng kỹ chiến thuật (YF-22)
Note some specifications are estimated.
Dữ liệu lấy từ Baker
Đặc điểm tổng quát
- Tổ lái: 1
- Chiều dài: 64 ft 6 in (19,65 m)
- Sải cánh: 43 ft 0 in (13,1 m)
- Chiều cao: 17 ft 9 in (5,39 m)
- Diện tích cánh: 830 sq ft (77,1 m²)
- Trọng lượng rỗng: 33.000 lb (14.970 kg)
- Trọng lượng có tải: 62.000 lb (28.120 kg)
- Động cơ: 2 × General Electric YF120-GE-100 or Pratt & Whitney YF119-PW-100 kiểu turbofan, 35.000 lbf (156 kN) mỗi chiếc

 Hiệu suất bay 
- Vận tốc cực đại: Mach 2,2 (1.260 knot, 1.450 mph, 2.335 km/h) (với chế độ đốt tăng lực)
- Vận tốc hành trình: Mach 1.6 (920 knot, 1.060 mph, 1.704 km/h)
- Bán kính chiến đấu: 696 mi (800 nmi, 1.480 km)
- Trần bay: 65.000 ft (19.800 m)